# Ponikve (Ston)
Ponikve je souhrnné označení tří vesnic v opčině Ston v Chorvatsku, v Dubrovnicko-neretvanské župě. V roce 2001 zde žilo 403 obyvatel.

## Poloha
Ponikve se nacházejí v centrální části vnitrozemí poloostrova Pelješac. Leží při státní silnici D414 od Stonu směrem na Orebić.

## Místní části
- Sparagovići – 136 obyvatel (2001)
- Boljenovići – 94 obyvatel (2001)
- Metohija – 173 obyvatel (2001)

## Zajímavosti
Ponikve jsou známé vinicemi a olivovými háji. Na nedalekém vrcholu postavila německá společnost WPD farmu 16 větrných elektráren o výkonu 34 MW. Stavba byla zahájena v červnu 2011 a dokončena v říjnu 2012. Dodává elektřinu pro 23 tisíc domácností. V obci působí fotbalový klub NK Ponikve, založený v roce 1979.

## Pamětihodnosti
- Farní kostel sv. Jana Křtitele
- Kostel sv. Filipa a Jakuba (Boljenovići)
- Kaple sv. Antonína Paduánského
- Kaple sv. Mikuláše

## Galerie

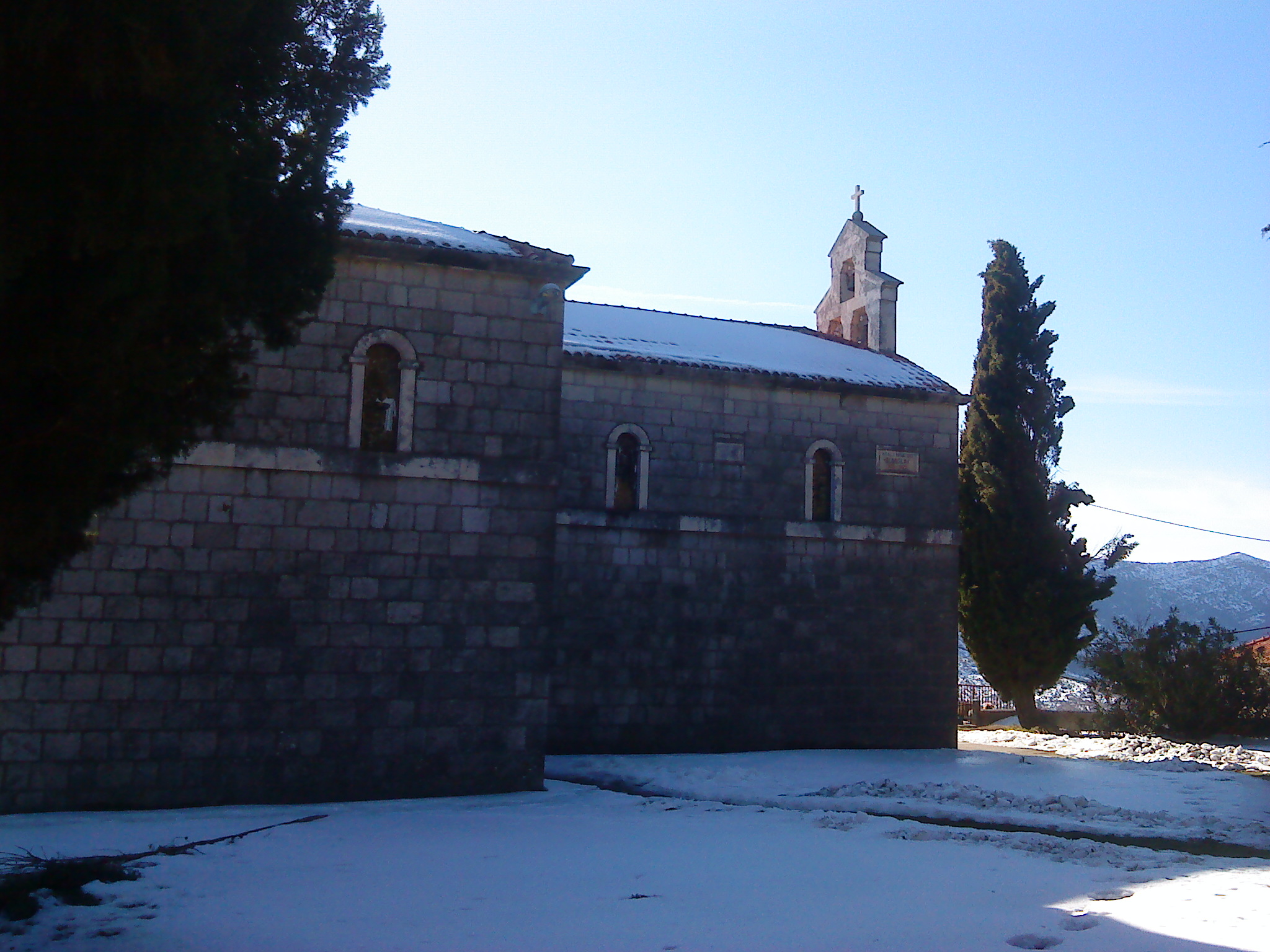
Kostel sv. Jana Křtitele
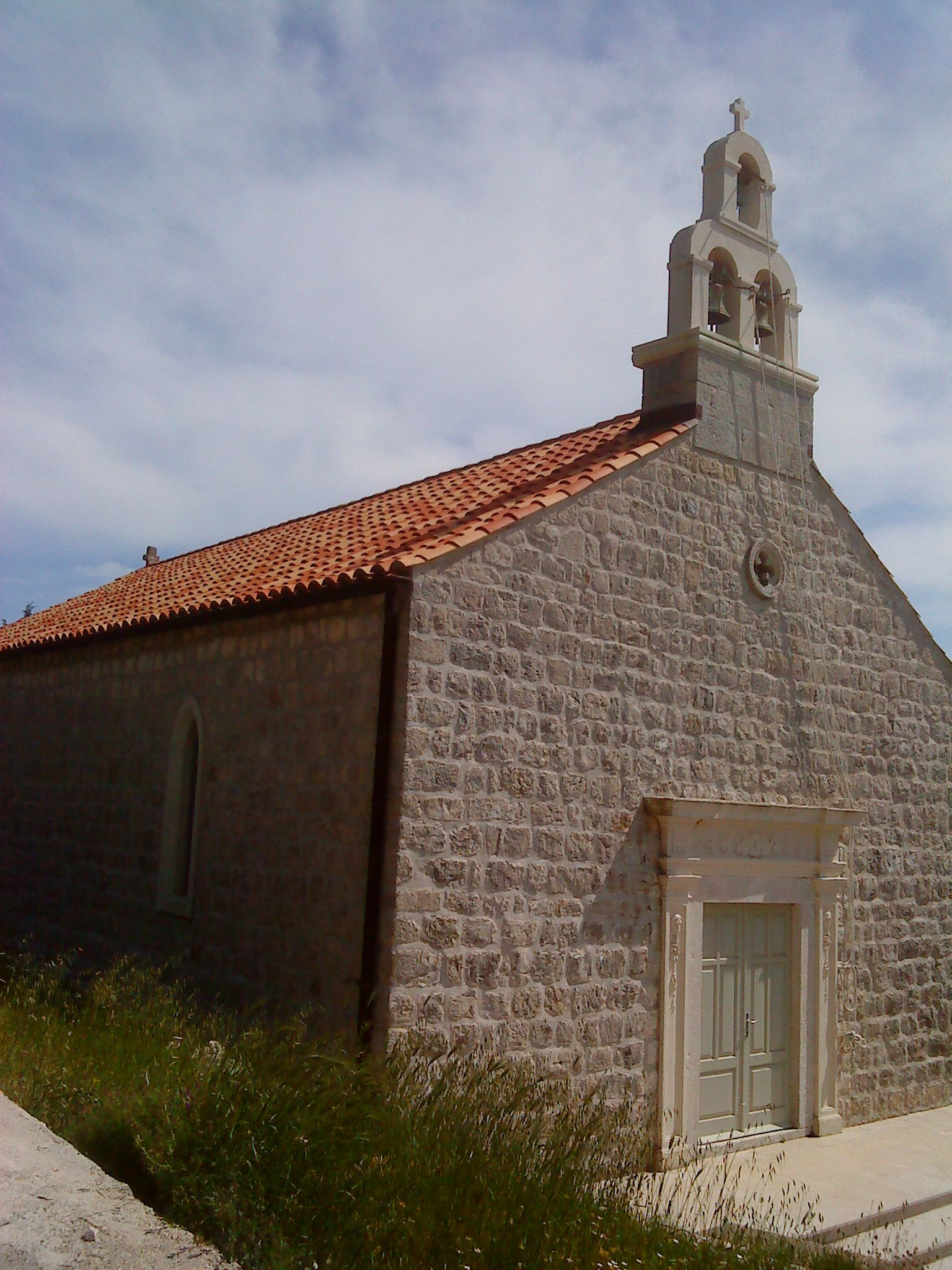
Kostel sv. Filipa a Jakuba (Boljenovići)
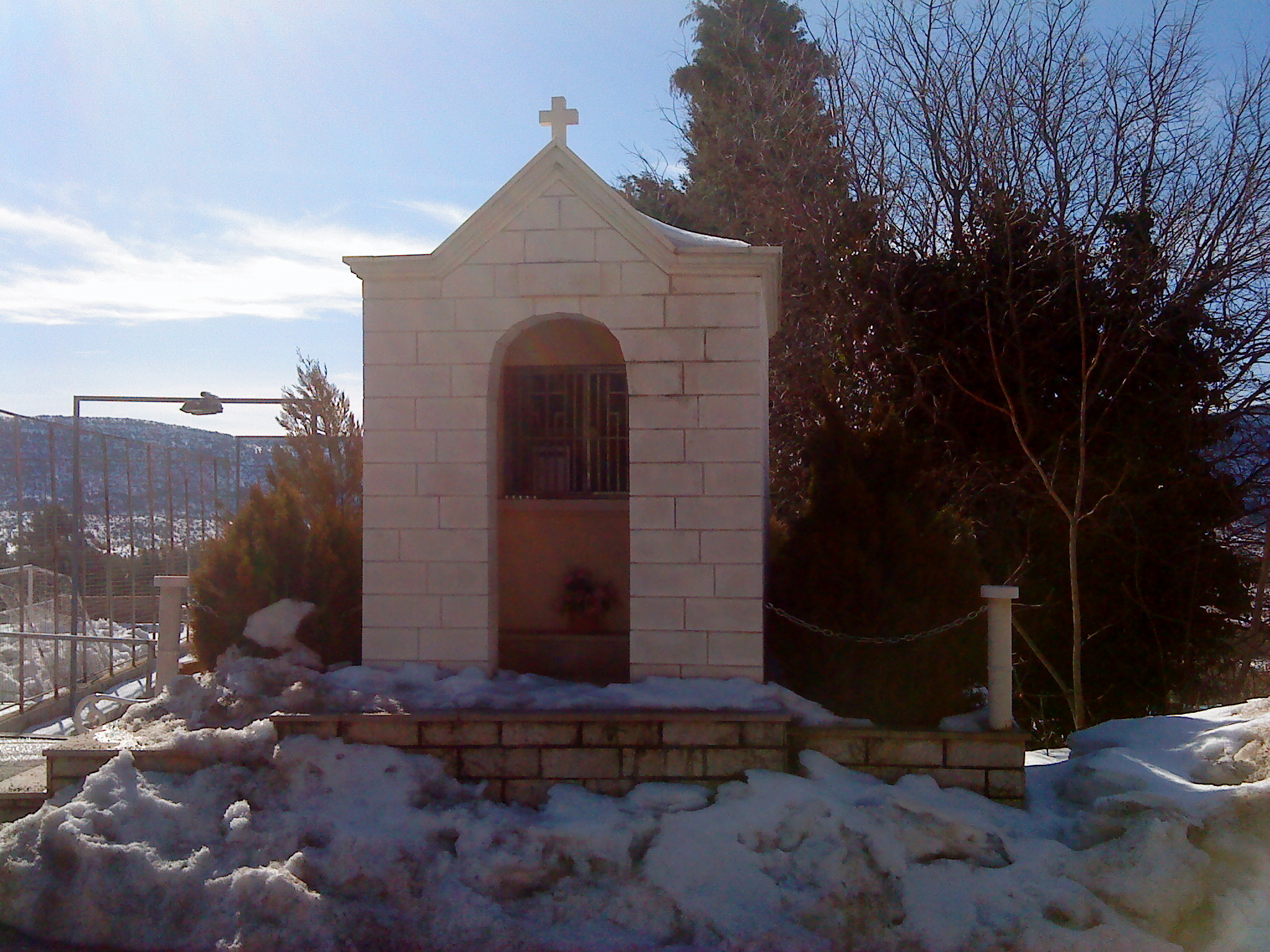
Kaple sv. Antonína Paduánského
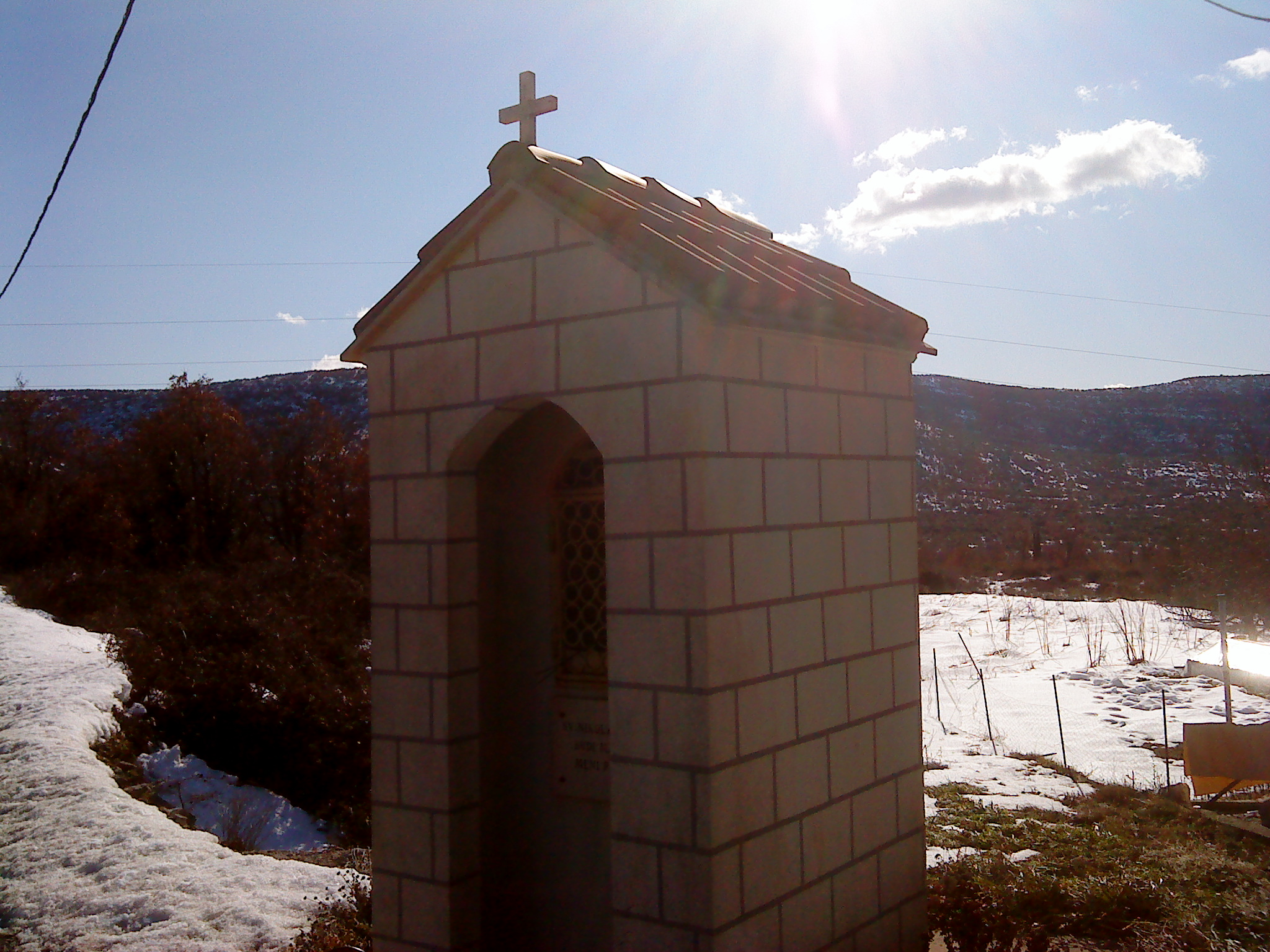
Kaple sv. Mikuláše
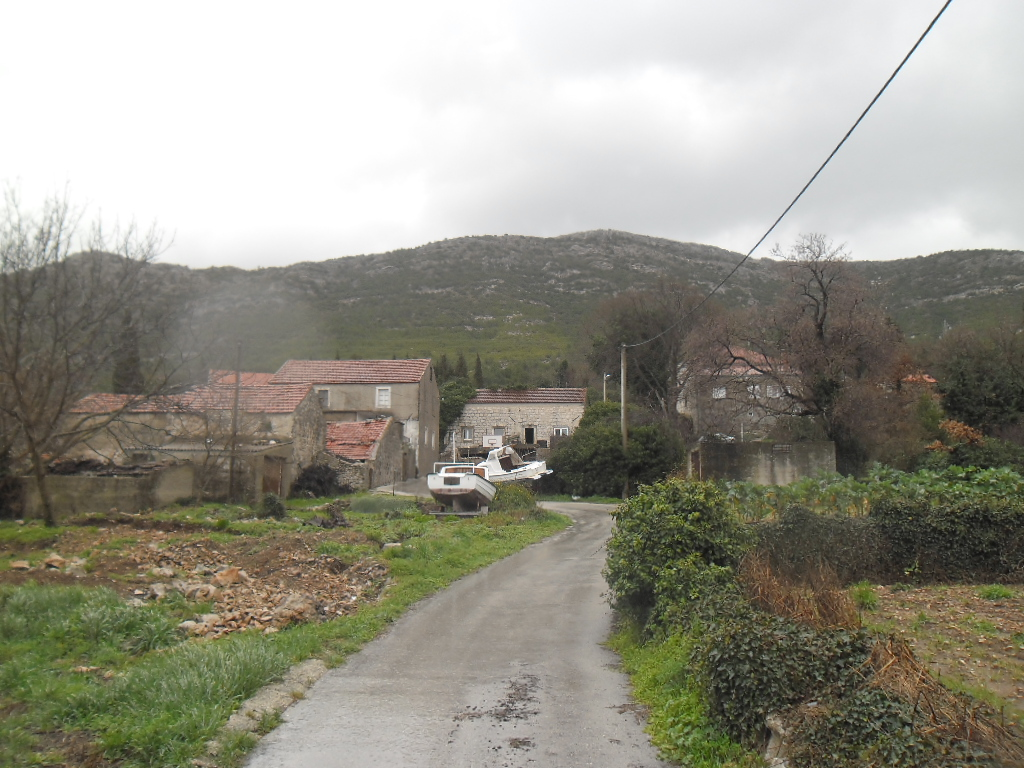
Boljenovići
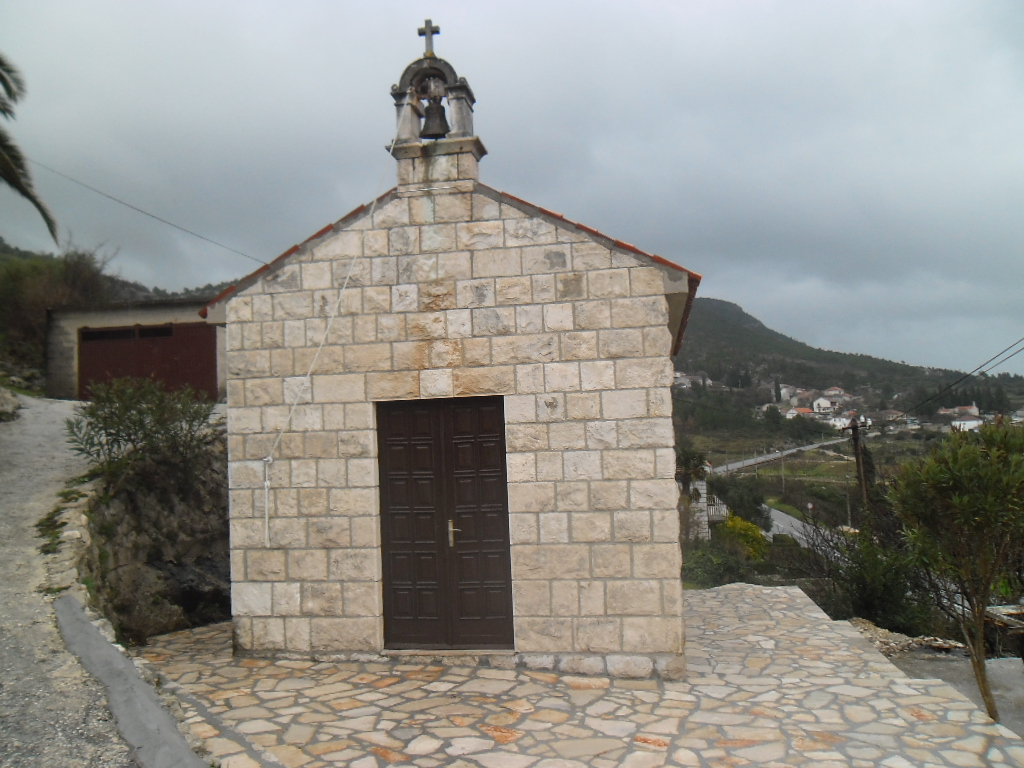
Kaple
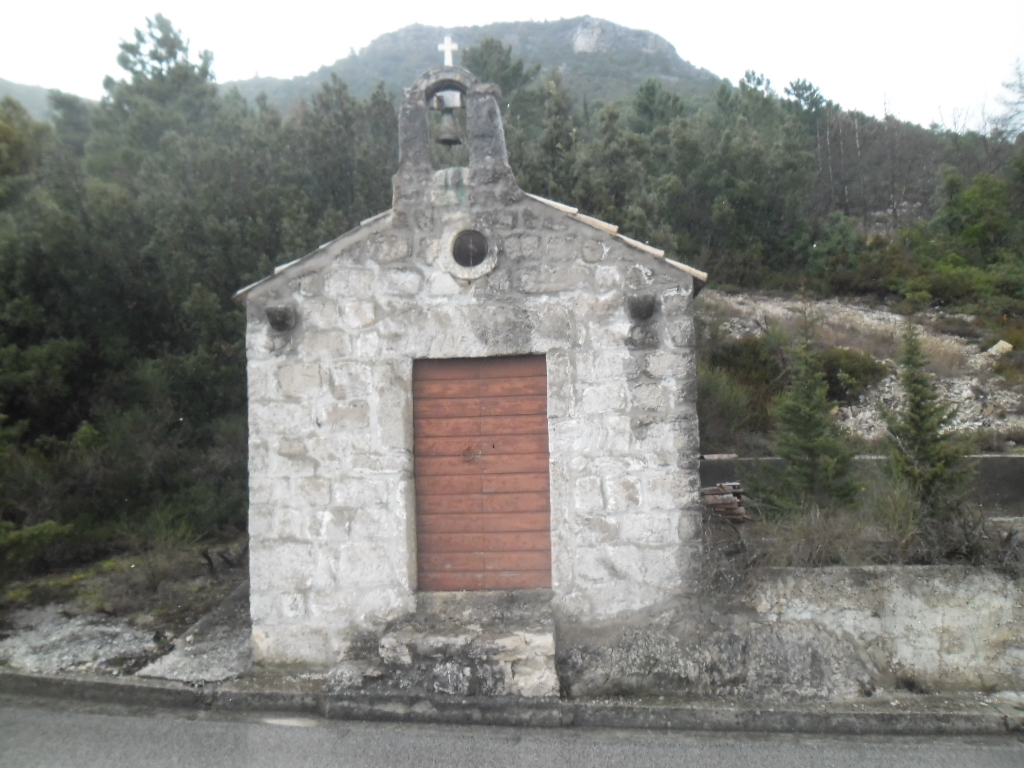
Kaple
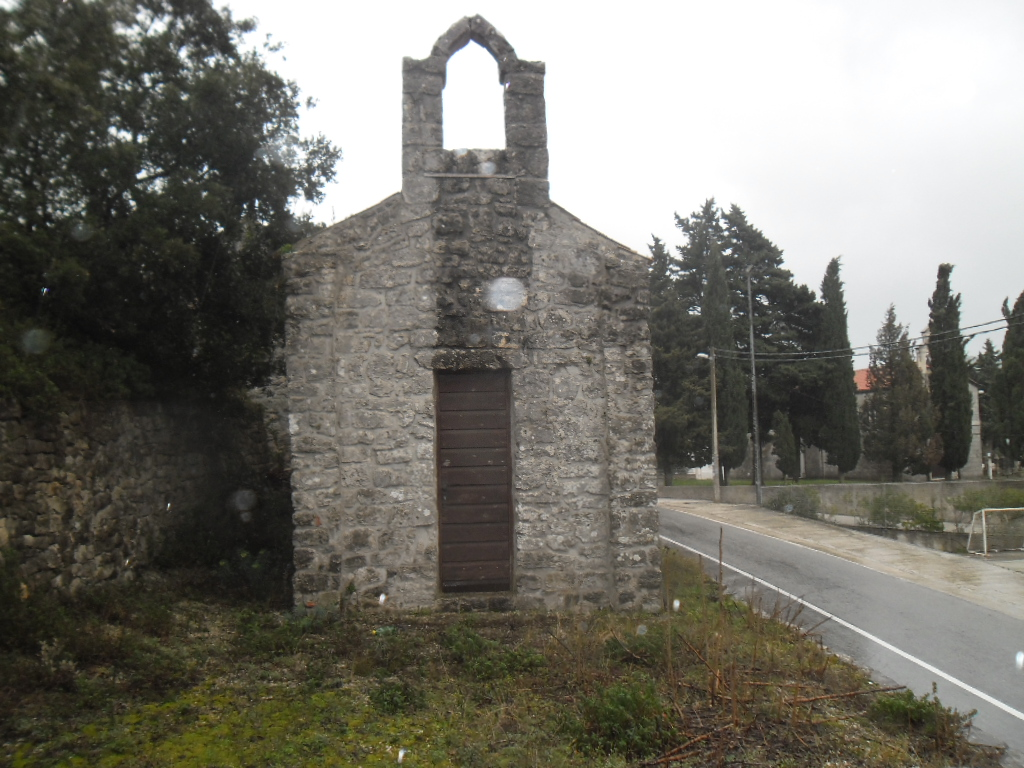
Kaple
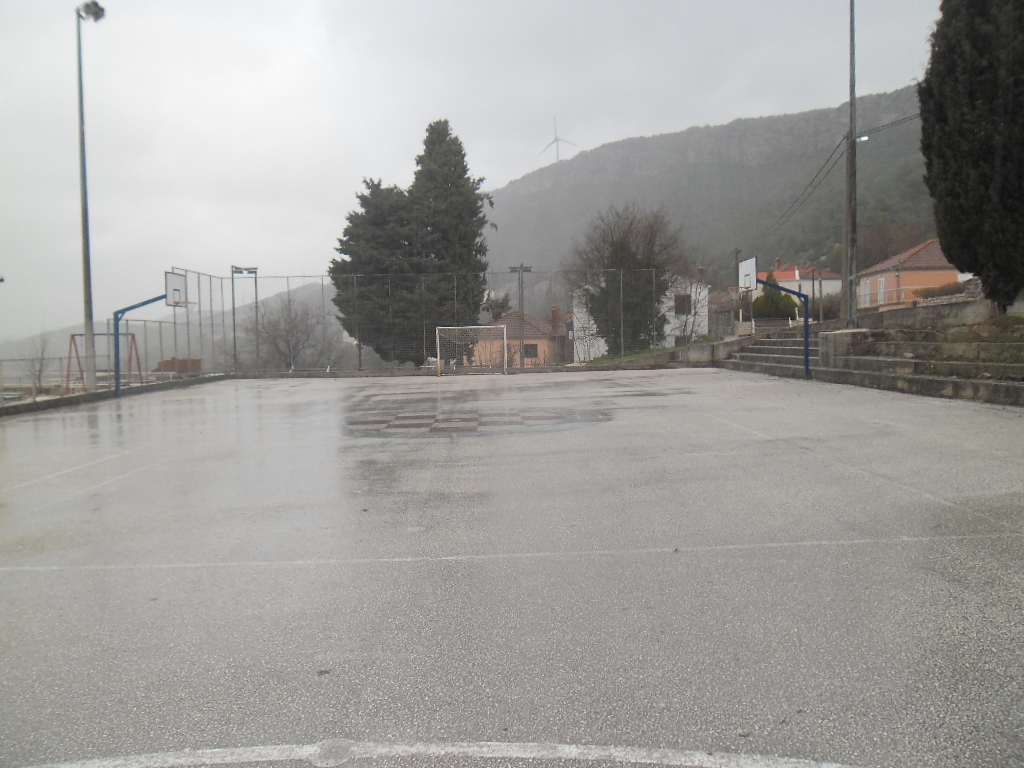
Hřiště